# Битва при Чжунли
Битва при Чжунли (кит. 鍾離之戰) — решающее сражение во время вэй-лянской войны 503—507 гг. и одно из самых значимых в военной истории Китая, произошедшее в 507 году.

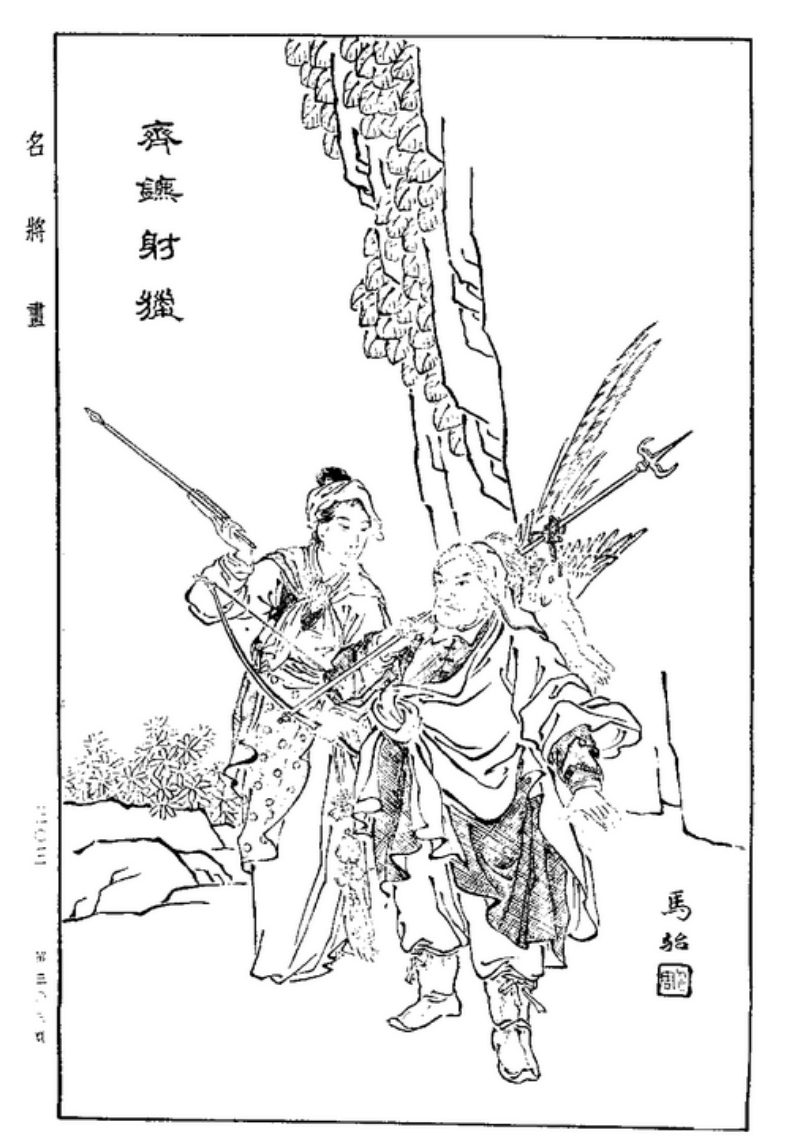
Ян Даянь. Китайский рисунок

## Предыстория
После победы при Локоу армия Северной Вэй начала наступление на юг и подошла к Мэнчэну и расположенному восточнее Чжунли (северо-восточнее Фэнъяна, Аньхой), стратегической крепости на реке Хуайхэ. В октябре 506 года вэйский император Сюань У приказал своим полководцам Юань Ину и Сяо Баоиню приступить к осаде Чжунли.
В свою очередь, лянский император У-ди, чтобы не допустить дальнейшего наступления армии Вэй, приказал Чан Ичжи укрепить Чжунли и оборонять крепость, а затем в ноябре отправил к Чжунли 200-тысячную армию полководца Цао Цзинцзуна с приказом расположиться в Даоренчжоу (сейчас находится посередине реки Хуайхэ), к северо-востоку от Фэнъяна, и дожидаться подхода дополнительных сил.

## Осада Чжунли
В январе 507 года северяне построили длинный мост через остров Шаоян, лежащий на середине реки Хуайхэ, соединив им два берега. Войска Юань Ина перешли на южный берег и приступили к осаде крепости; конница Ян Даяня осталась на северном берегу и отвечала за снабжение продовольствием. Части Сяо Баоиня обеспечивали бесперебойную работу и безопасность самого моста.
Вэйская армия, использовав телеги, засыпала землёй рвы вокруг Чжунли, и стала пытаться пробить таранами городские стены. Одновременно северяне начали штурмы, однако столкнулись с упорной обороной и контратаками защитников города. Поврежденные городские стены быстро засыпались землей. Особенно успешными были одновременная стрельба из луков, что приводило к многочисленным жертвам среди солдат армии Вэй. Несмотря на постоянные атаки (иногда за один день проводилось с десяток атак), вэйской армии не удавалось одержать верх, и ситуация постепенно стала патовой. В феврале император Сюань У предложил Юань Ину отказаться от осады из-за истощения войск, но тот настоял на продолжении борьбы за взятие крепости.

## Деблокада Чжунли
С другой стороны, император У-ди приказал полководцу Вэй Жую со своими войсками усилить армию Цао Цзинцзуна. Получив приказ императора, армия Вэй Жуйя немедленно выступила из Хэфэя и соединилась с войсками Цао Цзинцзуна, расквартированными в Даоренчжоу. Ночью обе армии высадились на другом конце острова Шаоян и вырыли длинную траншею, а за ней построили укреплённый лагерь, который находился всего в ста шагах (менее 200 метров) от лагеря северян. Гарнизону Чжунли, в котором оставалось всего около трёх тысяч защитников, было сообщено о прибытии деблокирующих войск, что подняло его боевой дух. 
Неожиданное возникновение лагеря противника в непосредственной близости от моста заставило Юань Ина реагировать. Ян Даянь повел в бой более 10 000 конников и начал яростную атаку. Вэй Жуй создал строй из колесниц, с которых две тысячи арбалетчиков произвели одновременный залп, засыпав стрелами атакующих и отразив их атаку. Хотя Юань Ин и Ян Даянь предпринимали неоднократные атаки, часто ночью, на главный лагерь лянской армии на острове Шаоян, все они отражались хитрой тактикой Вэй Жуя.
Затем Цао Цзинцзун отправил более тысячи человек на строительство укрепления на северном берегу, в нескольких милях южнее лагеря Ян Даяня. Помимо обеспечения армии Лян продовольствием и фуражом, этот укреплённый лагерь также косвенно перерезал пути снабжения армии Вэй.

## Решающее сражение
В марте 507 года уровень реки Хуайхэ резко поднялся до семи футов. Собрав корабли с высокими бортами, Вэй Жуй воспользовался попутным ветром и начал атаку, атаковав соответственно северную и южную часть моста через остров Шаоян. С помощью брандеров, груженных маслом и хворостом, были подожжены части моста. Сильное течение было настолько стремительным, что ослабленные конструкции моста рухнули в одно мгновение. Затем началась атака на северян на самом острове, и вэйская армия подверглась разгрому. Пытаясь спастись, северяне бросались в воду. Более 100 000 вэйских солдат погибли. Чан Ичжи также вывел свой гарнизон из города, преследовал разбитую армию противника и захватил в плен 50 000 человек. Юань Ину едва удалось спастись и бежать в Лянчэн. Ян Даянь сжег свой лагерь и ушел. Армия Лян преследовала его и захватила еще 50 000 вэйских солдат.
Династия Южная Лян одержала великую победу, а армия Северной Вэй была почти полностью уничтожена. Потенциально армия Южной Лян могла развить успех, но У-ди остановил боевые действия, опасаясь, видимо, более масштабной войны со все еще могущественным соседом. В результате победы империи Лян в войне баланс сил между Южной и Северной династиями изменился.